# Lucovaz (Arbe)
Lucovaz (in croato Lukovac) è un isolotto disabitato della Croazia, che fa parte dell'arcipelago delle isole Quarnerine ed è situato a est dell'isola di Arbe e poco a ovest della costa dalmata.
Amministrativamente appartiene alla città di Arbe, nella regione litoraneo-montana.

## Geografia
Nel punto più ravvicinato, Lucovaz dista 2,55 km dalla terraferma. Situato nel canale della Morlacca nei pressi della baia Mago, dista 285 m dalla costa sudorientale dell'isola di Arbe.
Lucovaz è un isolotto dalla forma a B che misura 435 m di lunghezza e 140 m di larghezza massima; possiede una superficie di 0,05 km² e ha uno sviluppo costiero pari a 1,11 km. Nella parte meridionale, raggiunge la sua elevazione massima di 24,9 m s.l.m.